# Nanexila cylomelasma
Nanexila cylomelasma är en tvåvingeart som beskrevs av Shaun L. Winterton och Irwin 1999. Nanexila cylomelasma ingår i släktet Nanexila och familjen stilettflugor. Inga underarter finns listade i Catalogue of Life.